# Nektarfledermäuse
Die Nektarfledermäuse (Lonchophylla) sind eine Gattung der Fledermäuse aus der Familie der Blattnasen (Phyllostomidae). Die Arten kommen in Mittel- und Südamerika vor.

## Merkmale
Die Vertreter der Gattung erreichen eine Kopf-Rumpf-Länge von 45 bis 65 mm und eine Schwanzlänge von 7 bis 10 mm. Die Unterarme sind 30 bis 48 mm lang. Kleinere Arten wie Lonchophylla mordax wiegen durchschnittlich 8,5 g, größere Arten wie Lonchophylla robusta sind durchschnittlich 16,3 g schwer. Das Fell hat am Rücken eine rotbraune Farbe, die Unterseite ist allgemein heller. Wie die nahe verwandten Blütenfledermäuse haben Lonchophylla-Arten eine langgestreckte Schnauze. Das Nasenblatt ist länger und schmaler als bei Lionycteris spurrelli, die zur selben Unterfamilie zählt.

## Lebensweise
Diese Fledermäuse halten sich in tropischen Regenwäldern und in anderen feuchten Lebensräumen auf. Sie ruhen in Baumhöhlen und gelegentlich in Felshöhlen. Dort bilden sich oft kleinere Gruppen. Lonchophylla-Arten fressen Nektar, Pollen, Früchte und Insekten.

## Arten
Folgende Arten zählen zur Gattung der Nektarfledermäuse. Von diesen wurden mehrere in den 2000er Jahren neu beschrieben oder von anderen Arten als eigenständiges Taxon getrennt.
- Lonchophylla bokermanni, Südost-Brasilien.
- Lonchophylla cadenai, Kolumbien.[4]
- Lonchophylla chocoana, Kolumbien und Ecuador.
- Lonchophylla concava, Kolumbien, Ecuador, Panama.
- Lonchophylla dekeyseri, Zentral-Brasilien.
- Lonchophylla fornicata, Kolumbien und Ecuador.[5]
- Lonchophylla handleyi, Ecuador und Peru.
- Lonchophylla hesperia, Ecuador und Peru.
- Lonchophylla mordax, Ost-Brasilien.
- Lonchophylla orcesi, Ecuador.
- Lonchophylla orienticollina, Kolumbien, Ecuador, Venezuela.[6]
- Lonchophylla pattoni, Ecuador und Peru.[7]
- Lonchophylla robusta, Nicaragua bis nördliches Südamerika.

- Lonchophylla thomasi, nördliches Südamerika und Panama, wird in neueren systematischen Zusammenstellungen zur Gattung Hsunycteris gezählt.[8]